# Boughton Malherbe
Boughton Malherbe es una parroquia civil y un pueblo del distrito de Maidstone, en el condado de Kent (Inglaterra).

## Geografía
Según la Oficina Nacional de Estadística británica, Boughton Malherbe tiene una superficie de 11,08 km².

## Demografía
Según el censo de 2001, Boughton Malherbe tenía 428 habitantes (50% varones, 50% mujeres) y una densidad de población de 38,63 hab/km². El 14,25% eran menores de 16 años, el 79,21% tenían entre 16 y 74 y el 6,54% eran mayores de 74. La media de edad era de 43,21 años. Del total de habitantes con 16 o más años, el 21,25% estaban solteros, el 67,03% casados y el 11,72% divorciados o viudos.
El 97,89% de los habitantes eran originarios del Reino Unido. El resto de países europeos englobaban al 0,7% de la población, mientras que el 1,41% había nacido en cualquier otro lugar. Según su grupo étnico, el 98,61% eran blancos, el 0,7% mestizos y el 0,7% negros. El cristianismo era profesado por el 82,05% y cualquier otra religión, salvo el budismo, el hinduismo, el judaísmo, el islam y el sijismo, por el 0,7%. El 11,19% no eran religiosos y el 6,06% no marcaron ninguna opción en el censo.
238 habitantes eran económicamente activos, 226 de ellos (94,96%) empleados y 12 (5,04%) desempleados. Había 171 hogares con residentes, 6 vacíos y 3 eran alojamientos vacacionales o segundas residencias.